# 贝尔格莱德经济
本條目介紹塞尔维亚首都贝尔格莱德的经济。
2014年，贝尔格莱德的GDP达169.7亿美元，相当于人均实际GDP10,086美元。假设2014年人口为1,682,934（来自2011年人口普查），则购买力平价GDP预计为361亿美元，相当于人均购买力平价21,461美元。

## 贝尔格莱德的投资增长
20世纪90年代的政治经济转型让贝尔格莱德和全国其他地区一样受到国际贸易禁运的重创。南斯拉夫第纳尔的恶性通货膨胀成为有史以来最严重的通货膨胀， 让这座城市的经济元气大伤。
在《金融时报》杂志组织的2006年和2007年欧洲未来城市之星评选中，贝尔格莱德被评为南欧城市未来之星。和贝尔格莱德同期获得这项荣誉的有，巴黎荣获西欧城市未来之星，布尔诺荣获中欧城市未来之星，巴库荣获东欧城市未来之星，伦敦则荣获北欧城市未来之星，以及2006/07年度欧洲城市未来之星。
绿色工程在泽蒙地区蓬勃发展,  让该地区的投资即将比肩基础建设的主要区域新贝尔格莱德。

## 商业
近年来贝尔格莱德和塞尔维亚的投资环境得到改善。 塞尔维亚正在与欧盟进行稳定合作的谈判，被世界银行称为全球领先的改革者。欧洲复兴开发银行也认为塞尔维亚的结构性转型，速度要比其它转型国家更快。
塞尔维亚的许多知名企业总部位于贝尔格莱德，包括南斯拉夫航空、Telekom Srbija、Telenor Serbia、Delta Holding、Elektroprivreda Srbije、Komercijalna banka、Imlek、Ikarbus、Štark、Post Serbia、Galenika a.d.、Yugoimport SDPR、PKB Corporation、Pink International Company。
贝尔格莱德也是以下企业的区域中心： AXA、 法國興業銀行、摩托羅拉、Mubadala、Arabtec、三星、MTV Adria、 Kraft Foods、 嘉士伯、 OMV、Delhaize Group、 聯合利華、通用電氣、 Zepter、Maquet、 日本菸草產業、Sinohydro Corporation、 寶鹼 等等。 证券在贝尔格莱德证券交易所进行交易。

## 信息技术
贝尔格莱德拥有6924家IT公司（2013年数据），成为欧洲该地区的信息技术中心, 并保持强劲增长。 微软贝尔格莱德研究院是该公司全球第五大研究院。 许多全球IT公司把贝尔格莱德选为地区或欧洲总部，包括华硕、 英特尔、 戴尔、 华为、NCR等。包括微软在内的这些公司之所以首选贝尔格莱德，主要是看中了当地大批工程师和数学人才储备，以及薪资偏低，这部分投资到2011年为止实现了2亿美元出口创汇。
Nordeus为欧洲游戏行业增长最快的公司。Nordeus 仅用了5年时间成长为拥有150名员工和6千4百万美元年收入的企业。 仅2016年第一季度，塞尔维亚创业公司融资高达6千5百万美元，包括Seven Bridges（一家生物信息学公司）融资4千5百万美元、Vast（一家数据分析公司）融资1千4百万美元。 同样在2016年，一家位于贝尔格莱德的网站AskGamblers，其年收入高达81万欧元，年利润达62万欧元，被Catena Media 用1千5百万欧元收购，并保留其30名员工。 创业公司社区在非营利性组织Startit的帮助下成为活跃社区，并孵化新公司。Startit 在2015年 Kickstarter活动中为其贝尔格莱德总部扩建融资了10万8千美元，并于2016年2月在Inđija成立了分部。
其它开发项目包括一家农业创业公司 Drone 使用无人机进行土地测量，一家APPTeleSkin检测和跟踪皮肤癌，一家为开发者量身定做的智能手表。 塞尔维亚信息技术在过去6年获得了高速和巨大的成长，越来越多的大批工程师，科学家和数学人才加入了新科技行业，平均月薪达到2000欧元（远高于全国600欧元平均月薪的水平）。

## 人才
作为塞尔维亚的教育中心，贝尔格莱德拥有62家大学机构，培养了大批高学历，多语种，和信息技术人才。贝尔格莱德大学每年有超过8000名学生毕业，其中1/3加入工程师行业。根据Gallu International，贝尔格莱德的英语人才比例在中东欧地区是最高的，越来越多的西方商学院也前来贝尔格莱德开设分校。

## 地理位置和基础设施
贝尔格莱德位于欧洲东南部的中心，在10号和7号交通走廊的战略枢纽位置，连接中欧西欧与中东。它也是萨瓦河和多瑙河的交汇处。

## 脚注
1. ↑  .   [2018-06-14]. （原始内容存档于2015-01-14）.
2. ↑  Watkins, Thayer. . Episodes of Hyperinflation. San José State University Department of Economics.   [26 July 2007]. （原始内容存档于2012-12-25）.
3. ↑  Taylor, Bryan. . The Century of Inflation. Global Financial Data: 8, 10.   [26 July 2007]. （原始内容 (Word document)存档于2007-08-08）.
4. ↑  . Trazimkredit.com. 17 June 2011  [15 September 2011]. （原始内容存档于2012-01-17）.
5. ↑  . Politika.rs.   [25 July 2009]. （原始内容存档于2015-09-24）.
6. ↑  . Emportal.rs.   [16 November 2010]. （原始内容存档于2011-05-22）.
7. ↑  . Politika. 21 February 2008  [5 May 2009]. （原始内容存档于2015-09-24）.
8. ↑  '+relative_time(twitters[i].created_at)+'. . Gradnja.rs. 2012-08-20  [2013-03-12]. （原始内容存档于2013-03-19）.
9. ↑  .   [2020-09-19]. （原始内容存档于2016-04-10）.
10. ↑  Слободан Костић. . Politika.rs.   [2013-03-12]. （原始内容存档于2013-06-03）.
11. ↑  . B92.   [2013-03-12]. （原始内容存档于2013-01-03）.
12. ↑  . Pgbalkans.com.   [16 November 2010]. （原始内容存档于2012-04-26）.
13. ↑  . B92 Biz. 24 April 2007  [19 May 2007]. （原始内容存档于2007-05-24） （塞尔维亚语）.
14. ↑  . Večernje Novosti. 23 April 2013  [4 November 2013]. （原始内容存档于2018-08-09）.
15. ↑  . Microsoft.com. 1 April 2011  [15 May 2013]. （原始内容存档于2015-04-25）.
16. ↑  . Emportal.rs.   [16 November 2010]. （原始内容存档于2011-05-22）.
17. ↑  . E kapija.   [7 July 2009]. （原始内容存档于2015-09-09）.
18. ↑  Beograd, Ana Vlahović,. . Pressonline.rs. 25 September 2011  [12 March 2013]. （原始内容存档于2015-09-26）.
19. ↑  , eKapija, 24 July 2013  [4 November 2013], （原始内容存档于2017-04-03） （塞尔维亚语）
20. 1 2
21. ↑  . Blic.rs.   [2018-06-14]. （原始内容存档于2015-11-07）.
22. ↑  . fi.apr.gov.rs.   [2018-06-14]. （原始内容存档于2016-03-04）.
23. ↑  .   [2018-06-14]. （原始内容存档于2018-06-16）.
24. ↑  .   [2018-06-14]. （原始内容存档于2018-06-16）.
25. ↑  .   [2018-06-14]. （原始内容存档于2018-06-16）.
26. ↑  .   [2018-06-14]. （原始内容存档于2017-06-15）.
27. ↑  .   [2018-06-14]. （原始内容存档于2018-06-16）.